# Arbore
Arbore es una comuna ubicada en el distrito de Suceava, Rumania.

## Superficie
Posee una superficie de 66,20 kilómetros cuadrados.

## Demografía
Hasta 2021 la población era de 6887 habitantes, con una densidad de población de 104,0 habitantes por kilómetro cuadrado.